# با جو بلک آشنا شوید
با جو بلک ملاقات کن (به انگلیسی: Meet Joe Black) فیلمی محصول سال ۱۹۹۸ آمریکا به کارگردانی مارتین برست و با بازی برد پیت، آنتونی هاپکینز، کلر فورلانی، جیک وبر و مارسیا گی هاردن است.

## خلاصه داستان
مرگ در قالب جسم مرد جوانی به نام جو بلک (برد پیت) ظاهر می‌شود او با مردی به نام ویلیام پریش(آنتونی هاپکینز) روبرو می‌شود و به او می‌گوید که مدت کوتاهی از زندگی او مانده ولی تا آن موقع جو بلک همراه او خواهد بود و این مدتی است که او در استراحت است و فرصت آموختن و آشنایی با ویلیام پریش را دارد.
از آن پس ویلیام جو را در همه جا با خود می‌برد و با او در مورد همه کارها مشورت می‌کند از جمله در مورد ادغام شرکت با یک شرکت دیگر موضوع خشم درو (جیک وبر) که از اعضای هیئت مدیره است را برمی‌انگیزد و او هیئت مدیره را متقاعد می‌کند تا ویلیام پریش را بازنشسته کنند ویلیام که دوست ندارد حاصل سال‌ها کارش به هدر رود با دعوت از درو (جیک وبر) و صحبت با او و انتقال همزمان این صحبت‌ها از طریق تلفن به سایر هیئت مدیره موفق می‌شود تا تبانی او با شرکت رقیب برای از بین بردن شرکت خودش را اثبات کند و او را از شرکت اخراج کند.
از طرفی دختر ویلیام به نام سوزان پریش (کلر فورلانی) عاشق جو بلک شده و می‌خواهد با او باشد و وقتی با این حرف جو روبرو می‌شود که به زودی او از این‌جا خواهد رفت به او می‌گوید حاضر است تا با او به هر کجا که جو می‌رود بیاید اما ویلیام به جو(برد پیت) می‌گوید او عاشق مردی شده که تو در جسم او رفتی اما جو که او هم عاشق سوزان شده می‌خواهد سوزان را با خودش به دنیای دیگر ببرد اما ویلیام (آنتونی هاپکینز) از جو می‌خواهد تا واقعیت را به سوزان بگوید و سپس واکنش او را ببیند در پایان جو قسمتی از حقیقت را به سوزان می‌گوید و تصمیم می‌گیرد تا از او خداحافظی کند واو را با خود نبرد در نهایت در پایان جشن تولد ۶۵ سالگی ویلیام، جو جان او را می‌گیرد و مردی که در ابتدای فیلم در کافی شاپ بوده(برد پیت) به جسم خود بازمی‌گردد و با سوزان (کلر فورلانی) آشنا می‌شود.

## بازیگران
- برد پیت در نقش جو بلک
- آنتونی هاپکینز در نقش ویلیام پریش
- کلر فورلانی در نقش سوزان پریش
- جیک وبر در نقش درو
- مارسیا گی هاردن در نقش آلیس پریش
- جفری تامبر در نقش کوئینسی